# Kyle Walker-Peters
Kyle Walker-Peters (Edmonton, 13 april 1997) is een Engels voetballer die doorgaans als rechtsback speelt. Hij maakte in de zomer van 2025 de overstap van Southampton naar West Ham United. Walker-Peters maakte in 2022 zijn debuut als international in het Engels voetbalelftal.

## Clubcarrière

### Tottenham Hotspur
Walker-Peters is afkomstig uit de jeugdopleiding van Tottenham Hotspur. Hij debuteerde op 13 augustus 2017 in de Premier League, uit tegen Newcastle United. Hij kreeg door het vertrek van Kyle Walker en een blessure bij Kieran Trippier meteen een basisplaats op de openingsspeeldag van het nieuwe seizoen. Tottenham won met 0–2 na treffers van Dele Alli en Ben Davies. Op 6 december maakte hij tegen APOEL Nicosia zijn debuut in de Champions League. 
Op 28 februari 2018 scoorde hij in de FA Cup tegen Rochdale zijn eerste doelpunt in het profvoetbal en voor Tottenham. In de laatste competitiewedstrijd tegen Leicester City was hij goed voor twee assists, beide op goals van Erik Lamela. Hij kwam in zijn eerste seizoen tot negen wedstrijden, maar was vooral back-up achter zijn bijna-naamgenoot Kyle Walker. Hierdoor kwam hij in tweeënhalf jaar tot 24 wedstrijden voor Spurs, waarin hij goed was voor één goal en vijf assists.

### Southampton
In januari 2020 werd Walker-Peters voor de rest van het seizoen verhuurd aan Southampton, dat op dat moment in de middenmoot van de Premier League meedraaide. Hij debuteerde op 15 februari tegen Burnley, maar daarna lag de competitie drie maanden stil door de coronapandemie. Toen de Premier League in juni weer werd hervat, was hij basisspeler. In de zomer van 2020 werd Walker-Peters door Southampton definitief overgenomen. Tottenham ontving zo'n 13,3 miljoen euro voor de rechtsback. In zijn eerste volledige seizoen kwam hij tot 35 wedstrijden in alle competities en bereikte hij de halve finale van de FA Cup, waarin Leicester City te sterk was. 
In zijn tweede wedstrijd van het seizoen 2021/22 scoorde Walker-Peters zijn eerste goal voor Southampton, in de EFL Cup-wedstrijd tegen Newport County. Zijn eerste Premier League-goal voor Southampton scoorde hij later dat seizoen, op 22 januari 2022 in een 1-1 gelijkspel tegen Manchester City. Hij scoorde drie goals en gaf vier assists dat seizoen, zijn persoonlijk record. Vanaf oktober 2022 was Southampton te vinden bij de onderste drie ploegen van de Premier League, waar het niet meer uitkwam. Walker-Peters eindigde uiteindelijk als laatste met Southampton, waardoor hij voor het eerst in zijn carrière degradeerde. 
In de Championship was hij met drie goals en drie assists in 46 wedstrijden een belangrijke speler in de directe terugkeer naar de Premier League. Southampton eindigde als vierde, waarna in de play-offs achtereenvolgens West Bromwich Albion en Leeds United verslagen werd. De terugkeer in de Premier League werd geen succes. Lange tijd leek Southampton op weg om qua puntenaantal het slechtste Premier League-team aller tijden te worden (het 'record' van Derby County is slechts elf punten), maar door een gelijkspel tegen Manchester City in speelronde 36 werd het twaalfde punt van het seizoen gepakt. In totaal speelde Walker-Peters 202 wedstrijden voor Southampton, waarin hij goed was voor zeven goals en twaalf assists.

### West Ham United
Doordat zijn contract bij Southampton was afgelopen na de degradatie, tekende Walker-Peters in juli 2025 transfervrij bij West Ham United, dat net afscheid had genomen van Vladimír Coufal. Hij tekende een contract voor drie seizoenen tot de zomer van 2028 en ging spelen met rugnummer 2.

## Clubstatistieken
| Seizoen     | Club              | Competitie     | Competitie | Competitie | Beker | Beker | Internationaal | Internationaal | Totaal | Totaal |
| Seizoen     | Club              | Competitie     | Wed.       | Dlp.       | Wed.  | Dlp.  | Wed.           | Dlp.           | Wed.   | Dlp.   |
| ----------- | ----------------- | -------------- | ---------- | ---------- | ----- | ----- | -------------- | -------------- | ------ | ------ |
| 2017/18     | Tottenham Hotspur | Premier League | 3          | 0          | 5     | 1     | 1              | 0              | 9      | 1      |
| 2018/19     | Tottenham Hotspur | Premier League | 6          | 0          | 3     | 0     | 1              | 0              | 10     | 0      |
| 2019/20     | Tottenham Hotspur | Premier League | 3          | 0          | 1     | 0     | 1              | 0              | 5      | 0      |
| Club Totaal | Club Totaal       | Club Totaal    | 12         | 0          | 9     | 1     | 3              | 0              | 24     | 1      |
| 2019/20     | → Southampton     | Premier League | 10         | 0          | 0     | 0     | —              | —              | 10     | 0      |
| 2020/21     | Southampton       | Premier League | 30         | 0          | 5     | 0     | —              | —              | 35     | 0      |
| 2021/22     | Southampton       | Premier League | 32         | 1          | 5     | 2     | —              | —              | 37     | 3      |
| 2022/23     | Southampton       | Premier League | 31         | 1          | 7     | 0     | —              | —              | 38     | 1      |
| 2023/24     | Southampton       | Championship   | 46         | 3          | 1     | 0     | —              | —              | 47     | 3      |
| 2024/25     | Southampton       | Premier League | 33         | 0          | 2     | 0     | —              | —              | 35     | 0      |
| Club Totaal | Club Totaal       | Club Totaal    | 182        | 5          | 20    | 2     | 0              | 0              | 202    | 7      |
| 2025/26     | West Ham United   | Premier League | 0          | 0          | 0     | 0     | –              | –              | 0      | 0      |
| Club Totaal | Club Totaal       | Club Totaal    | 0          | 0          | 0     | 0     | 0              | 0              | 0      | 0      |
| TOTAAL      | TOTAAL            | TOTAAL         | 194        | 5          | 29    | 3     | 3              | 0              | 226    | 8      |

## Interlandcarrière
Walker-Peters was actief voor diverse Engelse nationale jeugdelftallen. Hij nam met Engeland –19 deel aan het EK –19 van 2016 en won met Engeland –20 het WK –20 van 2017. Hij was tijdens beide toernooien basisspeler.
Op 26 maart 2022 maakte hij in een oefeninterland tegen Zwitserland zijn debuut voor het Engels voetbalelftal. Drie dagen later speelde hij ook in de vriendschappelijke wedstrijd tegen Ivoorkust.

## Erelijst
| Wereldkampioen –20 | 1x | 2017 |